# Mezquita Ajdarbey
La mezquita de Ajdarbey (también conocida como la «Mezquita Azul»,) es una mezquita histórica en Bakú capital de Azerbaiyán. El edificio fue construido entre el 2 de marzo de 1912 y el 3 de diciembre de 1913 y está situada en la calle Samed Vurgun, antes de la calle Krasnovodskaya, al norte del centro de la ciudad.

## Historia
El proyecto de la mezquita fue realizado por el arquitecto Zivar bay Ahmadbayov, que era arquitecto jefe de la ciudad de Bakú, cargo que desempeñó hasta 1925. La construcción fue patrocinada por Haji Ajdar bey Ashurbeyov. El barrio de Kanni-Tepe, donde se construyó la mezquita, estaba lleno de casas privadas de una planta. El edificio de la mezquita tiene un ángulo de aproximadamente 45 grados con la calle Krasnovodskaya, de modo que el edificio se puede apreciar mejor. Con el mismo propósito, se construyó en la ladera de la colina.

## Arquitectura
La arquitectura es sencilla; hay una gran sala de oración con cúpula y un minarete junto a ella. Un iwan está en el este de la sala de oración, y un mihrab en el sur y oeste. La cúpula se coloca sobre un estilobato alto, para aumentar el volumen. Hay una extensa y fina talla en piedra que cubre las paredes. Fue hecho por Salman Atayev, quien también trabajó en otros edificios en Bakú construidos en la década de 1910.
El edificio también fue registrado como monumento arquitectónico nacional por decisión del Gabinete de Ministros de la República de Azerbaiyán de fecha 2 de agosto de 2001, n.º 120.